# 職業災害
職業災害或稱為工業意外，是指在工作過程中發生，導致身體或是心理職業傷害的事件.。依照國際勞工組織（ILO）的資料，每年有超過三億件的職業災害，造成职业病，以及每年超過二百三十萬人的死亡。
依照歐盟統計局的定義，“在工作過程中”（in the course of work）包括了在公司場所內，和工作有關的意外，也可以包括第三方造成的意外。依照國際勞工組織的定義，職業災害是指”在從事經濟活動、工作或是執行雇主業務時”的意外事件。
“身體或是心理傷害”包括了受傷、疾病或是死亡。職業災害和職業病的差異是在於：災害是無法預期或是沒計劃下出現的結果（例如矿难），而職業病是”因為在工作中暴露在風險因素一段時間所造成的結果”（例如塵肺病）。
在職業災害定義內的意外事件包括急性中毒、被人、動物或昆蟲攻擊、在走道或是樓梯滑倒或跌倒、交通事故、以及在因工作需要的交通途中，在機場、車站發生的意外等。
有關在上班或是下班路途通勤時的意外，是否可以算是職業災害，目前還沒有共識。歐盟職業傷害統計資料庫（ESAW）中將其排除、國際勞工組織將其列在有關職業安全健康的項目中，不過是一個獨立的意外分類，有些國家（像是希臘）沒有將通勤意外和其他職業災害分開分類。